# Violão de doze cordas

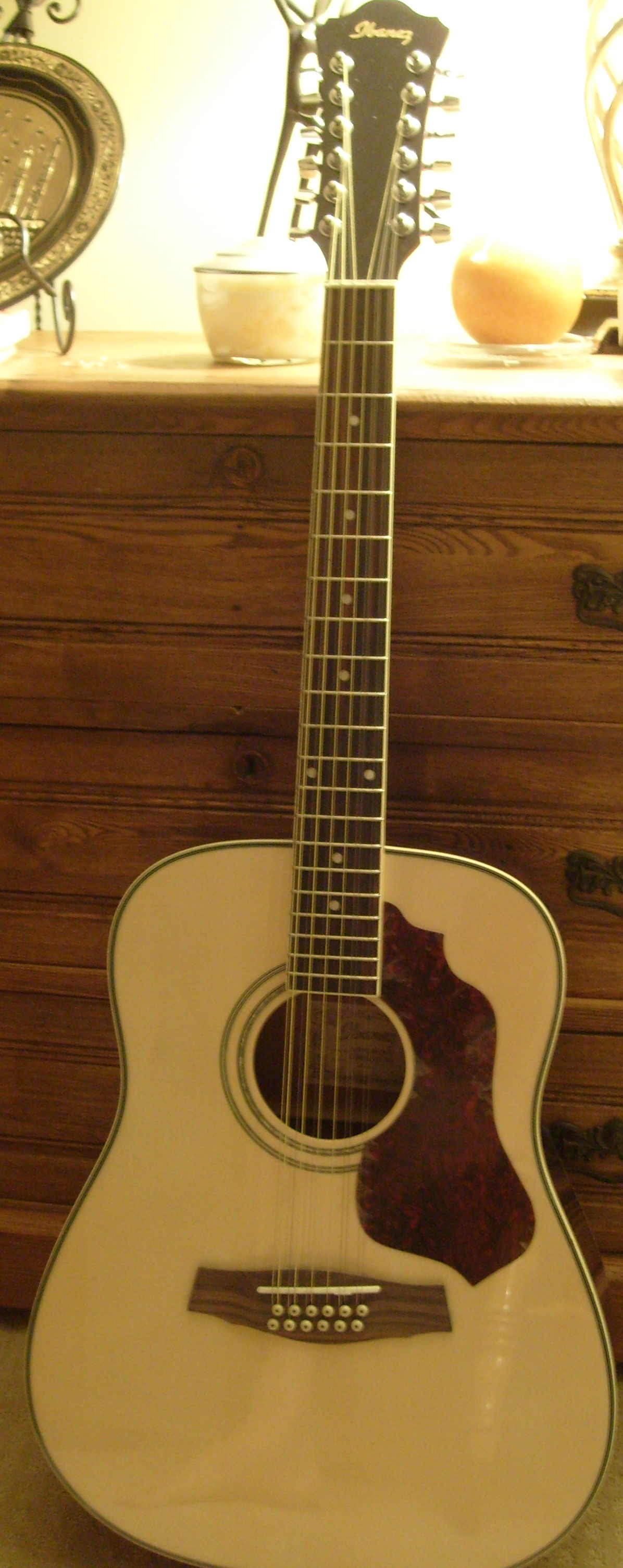
Uma guitarra acústica de doze cordas.

Violão de doze cordas é um tipo de violão ou guitarra com doze cordas em seis cursos, com uma maior variedade de som do que um violão tradicional de seis cordas. Essencialmente, é um tipo de guitarra com um natural efeito de chorus devido às diferenças sutis nas frequências produzidas por cada uma das duas cordas em cada curso sendo tradicionalmente afinada em EE-AA-DD-GG-BB-EE sendo que B-E são uníssonas e E-A-D-G são uma oitava acima da afinação normal.
Ela se tornou célebre por ser tocada por músicos como Jimi Hendrix em "Hear My Train A-Comin", Jimmy Page do Led Zeppelin, Richie Sambora do Bon Jovi, Carl Wilson do The Beach Boys, e George Harrison e John Lennon do The Beatles, Emmerson Nogueira e Lulu Santos 